# Mitsubishi A5M
Mitsubishi A5M var ett japanskt fartygs- och landbaserat jaktflygplan från 1930-talet, av de allierade kallat Claude. Det var världens första hangarfartygsbaserade monoplan. Konstruktören Jirō Horikoshis arbete med att ta fram flygplanet beskrivs i 2013 års animerade långfilm Det blåser upp en vind.

## Beskrivning
Planet är ett svar på en specifikation från japanska flottan utfärdad 1934. Konstruktionsteamet leddes av Jirō Horikoshi. Teamets monoplandesign var något av en chansning, då alla tidigare ensitsiga jaktplan som tillhörde flottan var biplan och en tidigare monoplankonstruktion från Mitsubishi hade förkastats.

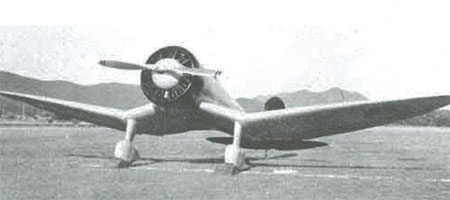
Den första prototypen till A5M hade "omvänd måsvinge". Framtagandet av flygplansmodellen beskrivs i Hayao Miyazakis film Det blåser upp en vind.

Den första prototypen flög i februari 1935, under beteckningen Mitsubishi Ka-14, och var utrustad med en Nakajima Kotobuki 5-motor på 410 kW. Provflygningarna imponerade på flottan, och bland annat kom planet upp i 450 km/h. Provflygningarna avslöjade dock att det fanns vissa aerodynamiska problem med konstruktionen.
Den andra prototypen fick omritade vingar, och motorn byttes mot en Kotobuki 3-motor på 418 kW. Ytterligare fyra prototyper färdigställdes med olika motorkonfigurationer, innan flottan bestämde sig för att beordra produktion av den andra prototypen (som hade en lågt sittande vinge) utrustad med en Kotobuki 2 KAI-1-motor.
När Japan gick in i andra världskriget var A5M japanska flottans standardjaktplan. Det visade sig dock snabbt vara otillräckligt. Sommaren 1942 hade alla planen flyttats bort från fronttjänstgöring, till förmån för efterföljaren Mitsubishi A6M Zero (också den en Horikoshi-konstruktion). I slutet av kriget användes planet även för kamikazeuppdrag.
Totalt tillverkades 1 094 plan.

## Varianter
- A5M1 – första produktionsvarianten. Den var när den kom ut på förban 1936 japanska flottans första monoplan-jaktplan.
  - A5M1a – variant av A5M1. Istället för två 7,7 mm kulsprutor var den beväpnad med två 22 mm Oerlikon FF-kanoner.
- A5M2 – förbättrad variant från 1937. Det ansågs vara flottans viktigaste flygplan under andra kinesisk-japanska kriget.
  - A5M2a – undervariant till A5M2. Den var utrustad med en Kotobuki 2-KAI-3-motor på 455 kW.
  - A5M2b – undervariant till A5M2 utrustad med en Kotobuki 3-motor på 477 kW.
- A5M3 – en experimentell variant som endast framställdes i två exemplar. Den var utrustad med en Hispano-Suiza 12Xcrs-motor med en 20 mm kulspruta monterad i propellern.
- A5M4 – den slutgiltiga produktionsvarianten.
  - A5M4-k – tvåsitsig skolflygplansvariant.

## I populärkulturen
Framtagandet av flygplanstypen beskrivs i filmen Det blåser upp en vind från 2013. Filmen är en fiktionaliserad biografi över flygplanskonstruktören Horikoshi och beskriver bland annat provflygningar inför flottans personal, de aerodynamiska problemen och Horikoshis övriga arbete på Mitsubishi.